# 帕佐夫

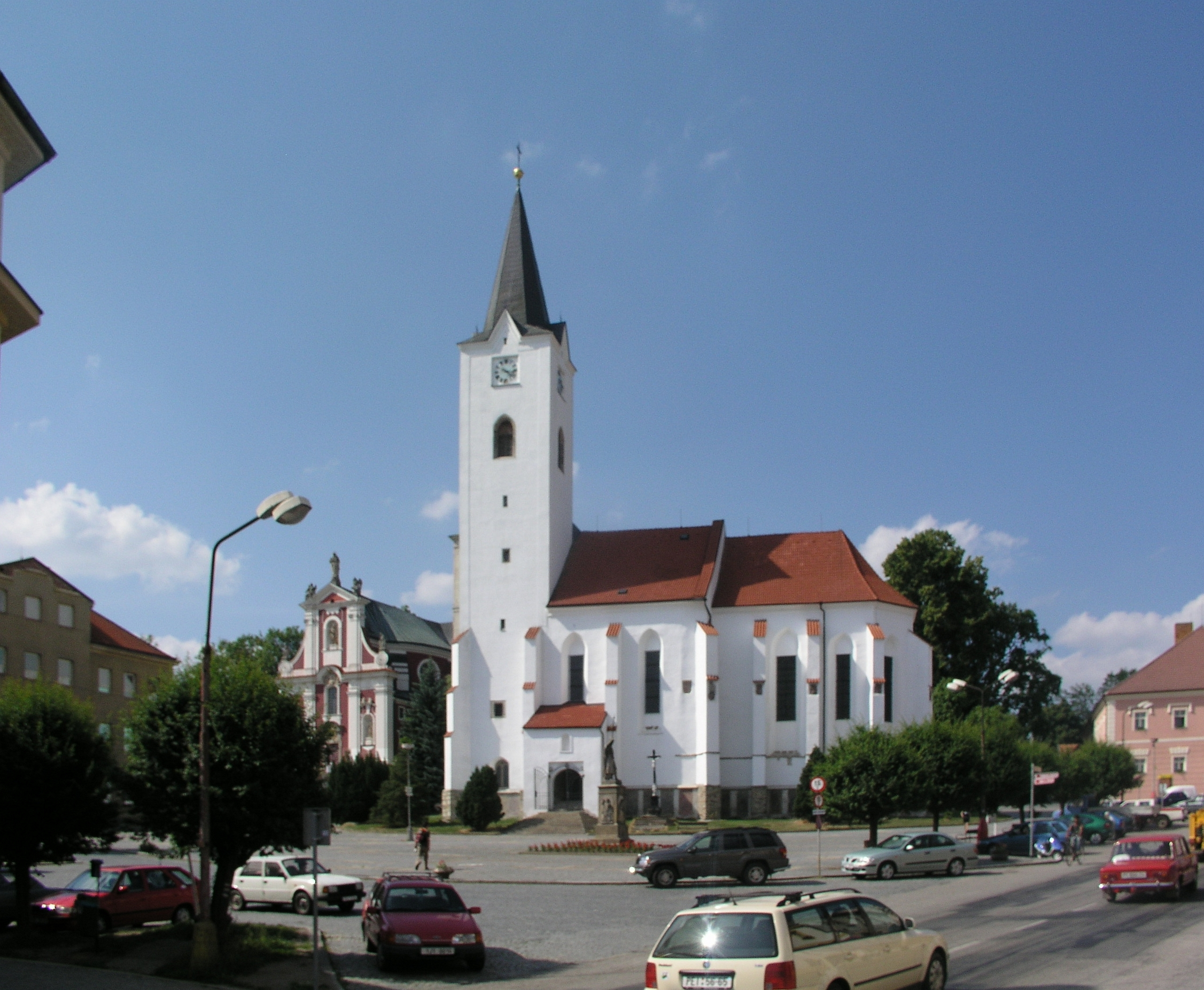

帕佐夫是捷克的城鎮，位於該國中部，距離佩爾赫日莫夫17公里，由維索基納州負責管轄，面積35.85平方公里，海拔高度615米，鎮上的教堂建於1719年，2014年人口4,889。

## 外部連結
- Municipal website
- www.pacov.info （页面存档备份，存于） - Unofficial pages about Pacov city (cz)
- www.straziste.cz （页面存档备份，存于） - Website of region surrounding the city (cz)